# Thoralf Kristiansen
Pour les articles homonymes, voir Kristiansen.
Thoralf Kristiansen (22 avril 1900 - 2 avril 1954, Oslo) est un ancien arbitre de football norvégien.

## Carrière d'arbitre
En tant qu'arbitre, il officia de 1925 à 1936 et il a officié dans des compétitions majeures : 
- Coupe de Norvège de football 1929 (finale)
- JO 1936 (1 match)